# Plaque birmane

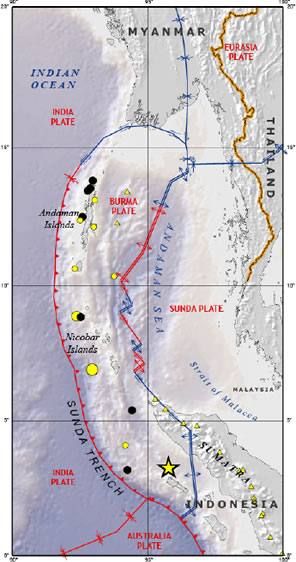
Carte de la plaque birmane avec les différentes limites de plaques, les volcans (triangles jaunes) et les localisations du tremblement de terre du 26 décembre 2004 (étoile jaune) et de différents séismes (ronds jaunes et noirs).

La plaque birmane ou plaque d'Andaman est une microplaque tectonique de la lithosphère de la planète Terre. Sa superficie est de 0,01270 stéradians. Elle est généralement associée à la plaque eurasienne.
Elle se situe dans le nord-est de l'océan Indien plus précisément à l'est du golfe du Bengale et à l'ouest de la mer d'Andaman. Elle couvre l'est de la mer d'Andaman, les îles Andaman-et-Nicobar et l'ouest de la pointe nord de l'île de Sumatra.
La plaque birmane est en contact avec les plaques indienne, eurasienne, de la Sonde et australienne.
Ses frontières avec les autres plaques sont notamment formées de la fosse de l'arc de la Sonde sur la côte ouest des îles Andaman-et-Nicobar. La subduction de la plaque indienne sous la plaque birmane est à l'origine de la formation des archipels volcaniques d'Andaman et de Nicobar. La dorsale présente dans la mer d'Andaman est à l'origine de la formation de cette mer et de l'éloignement des îles Andaman-et-Nicobar de la péninsule Malaise depuis quatre millions d'années.
Le déplacement de la plaque birmane se fait vers le nord à une vitesse de rotation de 2,667° par million d'années selon un pôle eulérien situé à 8° 89′ de latitude nord et 75° 51′ de longitude ouest (référentiel : plaque pacifique).

## Histoire géologique
La création de la plaque birmane résulte de la progression vers le nord de la plaque indienne à une vitesse soutenue (environ seize centimètres par an), progression accompagnée d'un mouvement rotatif dextre. La combinaison de ces deux mouvements a créé un système de failles en arrière de la fosse de subduction de la Sonde par laquelle la plaque indienne disparaît par subduction sous la plaque eurasienne. Le système de faille a ainsi désolidarisé la plaque birmane du reste de la plaque eurasienne et notamment de la plaque de la Sonde.
Le 26 décembre 2004, une portion de faille de 1 200 kilomètres le long de la frontière entre la plaque birmane et la plaque indienne a provoqué un séisme de magnitude 9, un des plus puissants que l'homme ait connus. Sur les 1 200 kilomètres de rupture, une dénivellation de quinze mètres s'est produite entre les deux bords de la faille (la partie ouest passant au-dessus de la partie est), générant un tsunami qui fit environ 220 000 morts (voir : Tremblement de terre du 26 décembre 2004). La région reste active sismiquement puisque le 28 mars 2005, un nouveau séisme de magnitude 8,7 s'est produit (voir : Tremblement de terre du 28 mars 2005).

## Sources
- Curray, JR, 2002, Chapman Conference on Continent - Ocean Interactions within the East Asian Marginal Seas, Tectonics and History of the Andaman Sea Region résumé [PDF]
- Paul, J., Burgmann, R., Gaur, V. K., Bilham, R. Larson, K. M., Ananda, M. B., Jade, S., Mukal, M., Anupama, T. S.. Satyal, G., Kumar, D. 2001 The motion and active deformation of India. Geophys. Res. Lett. Vol. 28, No. 04 , 647-651 2001.